# 謝親
謝親，又稱拜礼或见厅、參謝之禮。是漢字文化圈傳統婚禮中拜見家族尊亲的婚俗礼仪，即新人對席後叩拜双方每一位长辈和年长平辈的婚後禮，而受拜者则必须还礼， 
中國傳統中尊親受禮後必須打賞新人，决不能只受拜而不打赏，所以民间因此有"不磕空头"之说。很多地区行此婚俗礼仪时有读出赏钱数目的习俗：新人磕头后，赞礼或傧相接过受拜者所给的赏钱快速点数，之后大声读出：“(新人)的(亲属称谓)(人名)赏钱(数目)元!”，例如“新郎堂叔张三赏钱20元!”此时众宾客一般也会跟着叫好。叩拜家族尊亲时，傧相须引导每位亲属至香案前落座，其次序多为先长后幼，先男后女，先嫡后庶；即新人一般按照新郎父系亲族长辈、新郎父系亲族年长平辈、新郎母系亲族长辈、新郎母系亲族年长平辈、新娘父系亲族长辈、新娘父系亲族年长平辈、新娘母系亲族长辈、新娘母系亲族年长平辈之顺序叩拜每位家族尊亲，但在舅舅为大的地区，舅舅须先于其他母系亲族受拜。
同族同辈之人们中先拜年长者。每位家族尊亲受新人一跪一磕之拜，根据不同地区的不同婚俗，有两种不同的叩拜方式：一种为新人叩拜完一位亲属后须起立，等下一位亲属落座后重新下跪，再叩首。另一种方式为新人长跪不起，从第一位受拜亲属一直跪到拜完最后一位受拜亲属；每一位亲属落座后新人只须磕头，不须起立重跪。不管哪种方式，都是对新人身心的严峻考验，若受拜亲族众多(在乡下至少数十人，通常可达上百人，甚至数百人之多)，新人(特别是新娘)行此礼时多需旁人扶助以完成这项长达一小时，甚至数小时的婚俗礼仪。虽然新人是一起牵巾叩拜双方长辈和年长平辈，但不管是男方或女方的长辈和年长平辈所赏的磕头钱，新郎均不能拿分文，所赏的全部磕头钱必须都归新娘所有，作为新娘的私房钱。。
此项婚俗之目的是进一步加强双方家庭对新人婚姻的认可，接受新人成为家庭成员。给新人磕头钱的原则是每位长辈和年长平辈所赏的磕头钱必须相近，不能相差太多，以免让人觉得因不喜欢新郎或新娘而故意少给赏钱，或让经济条件不佳的受拜亲属因给钱少而难堪。若一家有多位可受拜的亲属出席婚礼，受拜亲属人数则须接近或等同出席婚礼婚礼人数，绝对不可在有多位可受拜的亲属出席婚礼时，新人只拜其中少数，让人指责新人因势利眼贪财而只拜有钱的亲戚。同样道理，若双方可受拜的亲属出席婚礼的人数相近，则双方受拜人数也须相近。旧时尚有年长平辈打赏金额不得超过长辈打赏金额之限制，以强调长幼尊卑之制，但今以无如此限制，例如年长平辈若经商有成，经济条件远远好于长辈，则可适当多给新人一些磕头钱，但在绝大多数地区，也不可超过长辈打赏金额太多，以免造成经济条件不佳的长辈、亲属难堪。部分地区的婚俗不是由赞礼引导新人叩拜家族尊亲，而是由媒婆引导。
和讨喜一样，赏给新人磕头钱也不算婚礼常规开销，因而也须分开单独计算，双方各出各的，由每位受拜的长辈和年长平辈自行准备，即男方每位受拜的长辈和年长平辈自己准备自己赏新人所需的磕头钱，女方每位受拜的长辈和年长平辈也自己准备自己赏新人所需的磕头钱。由于双方出席婚礼的亲属家境不同，但每笔赏钱数目却需相近，双方多须反复磋商至最后方能达成协议。因涉及男女双方家境，此俗并非必须，而是取决于两家的经济情况。如双方家境相差实在太大而无法达成应赏给新人多少磕头钱的协议，那么这项新人向双方长辈和年长平辈行叩拜礼的婚俗仪式则不必进行。由此，新人于婚礼上叩拜长辈和年长平辈绝非必须，因为对新人婚姻认可和接受新人成为家庭成员最主要的形式已完成。依各地不同婚俗礼仪，新人叩拜家族尊亲之礼在婚礼为三日举行时有时会于婚宴后次日举行，而婚礼为一日举行时，也有于婚宴结束后送客后举行(即送客时送走无亲属关系的宾客，而家族尊亲留步以行拜礼)。